# Kršitve človekovih pravic v Severni Koreji
Rekord Severne Koreje na področju kršenja človekovih pravic se šteje za najslabšega na svetu in je bil globalno obsojen, pri čemer so Združeni narodi, Evropska unija in skupine, kot je Human Rights Watch, vse kritične do stanja v državi. Človekoljubne organizacije menijo, da Severna Koreja nima sodobne vzporednice v zvezi s kršitvami človekovih pravic.
Zahodne skupine za človekove pravice, kot je Amnesty International, in države, kot so ZDA, so trdile, da v praksi prebivalci nimajo pravice do svobode govora, edini medijski ponudniki, ki veljajo za zakonite so v upravljanju severnokorejske vlade. Po poročilih Amnesty International in Odbora ZDA za človekove pravice v Severni Koreji je bilo do leta 2017 približno 200.000 zapornikov zaprtih v političnih koncentracijskih taboriščih, ki so bili podvrženi prisilnemu delu, fizičnim zlorabam in usmrtitvam.
Severnokorejska vlada strogo spremlja dejavnosti tujih obiskovalcev. Obiskovalci so podvrženi precejšnjemu nadzoru in so izključeni tudi iz krajev in regij, v katere vlada noče, da vstopijo. Ker državljani svobodno ne morejo zapustiti države, so podatki o človekovih pravicah v državi zgrajeni predvsem na podlagi zgodb beguncev in prebežnikov. Stališče vlade, izraženo prek korejske osrednje tiskovne agencije, je, da je mednarodna kritika njenega stanja na področju človekovih pravic izgovor za rušenje njenega sistema, ki temelji na jučeju, medtem ko so zlorabe njenih kritikov nekaznovane.
Generalna skupščina Združenih narodov od leta 2003 letno spremlja resolucijo o kršitvah človekovih pravic v Severni Koreji. Zadnja resolucija z dne 19. decembra 2011, sprejeta z 123 za, 16 glasovi proti in 51 vzdržanimi, je vlado v Pjongčangu pozvala, naj konča s »sistematičnimi, razširjenimi in hudimi kršitvami človekovih pravic«, ki vključujejo javne usmrtitve, množične poboje in samovoljna pridržanja. Severna Koreja je resolucijo zavrnila, češ da je politično motivirana in temelji na neresničnih izmišljotinah. Februarja 2014 je posebna komisija ZN objavila podroben račun na 400 straneh, ki temelji na pričevanjih iz prve roke in dokumentira »neizrekljiva grozodejstva«, storjena v državi.

## Državljanske svobodščine
Ustanovitelj Severne Koreje Kim Il-sung je zavrnil koncept državljanskih pravic za ljudi, ki nasprotujejo komunističnemu režimu. Kim je ustanovil koncentracijska taborišča po državi za politične nasprotnike in druge, ki bi nasprotovali režimu, ter v taboriščih uvedel različna prisilna dela, mučenje za zapornike in usmrtitve. V Severni Koreji obstaja obsežen sistem obveščevalcev, ki spremljajo Korejce glede političnih in drugih možnih kršitev brez sklicevanja na formalne državljanske pravice.
 

Urad visokega komisarja Združenih narodov za človekove pravice (OHCHR) je uradno priznal razširjene kršitve človekovih pravic, ki se redno dogajajo v Severni Koreji. Resolucija Združenih narodov o človekovih pravicah 2005/11 se nanaša na posebne vrste zlorab v Severni Koreji:
Mučenje in drugo okrutno, nečloveško ali ponižujoče ravnanje ali kaznovanje, javne usmrtitve, izvensodno in samovoljno pridržanje, odsotnost ustreznega postopka in pravne države, izrekanje smrtne kazni iz političnih razlogov, obstoj velikega števila koncentracijskih taborišč in obsežna uporaba prisilnega dela;
Kazni za državljane Demokratične ljudske republike Koreje, ki so bili pripeljani iz tujine, na primer obravnavanje njihovega odhoda kot izdaje, ki vodi do kazni interniranja, mučenja, nečloveškega ali ponižujočega ravnanja ali smrtne kazni;
Vseobsegajoče in stroge omejitve svobode misli, vesti, vere, mnenja in izražanja, mirnega zbiranja in združevanja ter dostopa vsakogar do informacij ter omejitve za vsako osebo, ki se želi svobodno gibati po državi in potovati v tujino.

Nadaljnje kršitve človekovih pravic in temeljnih svoboščin žensk, vključujejo trgovino z ženskami za prostitucijo ali prisilno poroko, etnično motivirane prisilne splave, vključno z vbrizgavanjem dela ali naravnim porodom, pa tudi umor otrok zaprtih mater, vključno v policijskih centrih za pridržanje in taboriščih za prisilno delo. 

## Kazni
Smrtna kazen, pogosto brez sodnega postopka, se izvaja za široko političnih in običajnih kaznivih dejanj. Poskusi pobega iz države ali iz taborišča v državi lahko povzročijo usmrtitev na sami lokaciji. Osebje v kazenskem pravosodnem sistemu ima široko diskrecijsko pravico in je domnevno pooblaščeno za delovanje ne glede na formalne zakonske pravice Korejcev. 
Številni člani samega režima so bili izginili ali pa so bili usmrčeni. Najvidnejši primer je Jang Sung-taek, stric trenutnega severnokorejskega diktatorja Kima Džong-una. 8. decembra 2013 je bil Jang javno izključen iz vladajoče Korejske delavske stranke. Nekatere od obtožb so vključevale "nedovoljene posle z ženskami, oviranje gospodarskih zadev naroda in zagrešitev protistrankarskih frakcijskih dejanj." 13. decembra 2013 so državni mediji objavili, da je bil Jang usmrčen na strelskem vodu. 

### Zapori
Ustava določa, da so sodišča neodvisna in da se sodni postopki izvajajo v skladu z zakonom; vendar neodvisno sodstvo v državi ne obstaja. Na voljo je malo informacij o formalnih kazenskopravnih postopkih in praksah, pri čemer je zunanji dostop do pravnega sistema omejen na sojenja za prometne prekrške in druge manjše prekrške.
Ministrstvo za socialno varnost (Severna Koreja) (MSS) opušča sojenje v političnih primerih in zapornike napoti za kazen na Oddelek za državno varnost (SSD). Po pirkritem in hitrem večina zapornikov v taborišča prispe brez sojenja, ne da bi izvedeli za obtožbe proti njim, in brez pravnega svetovalca. Witness to Transformation je poročal, da je le 13 odstotkov od 102 anketirancev, ki so bili zaprti v državi, prejelo sojenje.

### Množične usmrtitve
Severna Koreja je oktobra 2007 pod vladavino Kima Džong-ila nadaljevala z javnimi usmrtitvami – število takšnih usmrtitev se je v letih po letu 2000 zaradi mednarodnih kritik zmanjšalo. Med vidne usmrčene žrtve spadajo uradniki, obsojeni zaradi trgovine z mamili in poneverbe. Poročila govorijo tudi o usmrtitvah – večinoma s streljanjem – navadnih zločincev, obsojenih za kazniva dejanja, kot so umor, rop, posilstvo, preprodaja mamil, tihotapljenje, piratstvo in vandalizem. Država ne objavlja javno nacionalnih statističnih podatkov o kriminalu ali poročila o stopnjah kaznivih dejanj.
Oktobra 2007 je strelski vod usmrtil vodjo tovarne v provinci Južnem delu Pjongjanga, pred množico 150.000 ljudi na stadionu. Poročali so tudi poročali, da je bilo šest ljudi ubitih v simpatiji, ko so gledalci odšli. V drugem primeru je bilo leta 2008 javno usmrčenih 15 ljudi zaradi prečkanja meje s Kitajsko.
Leta 2007 je odbor Generalne skupščine ZN sprejel osnutek resolucije, ki ga je sooblikovalo več kot 50 držav, v kateri je izrazil "zelo resno zaskrbljenost" zaradi poročil o razširjenih kršitvah človekovih pravic v Severni Koreji, vključno z javnimi usmrtitvami. Severna Koreja je osnutek obsodila kot netočen in pristranski, vendar je bil kljub temu poslan takratni 192-članski generalni skupščini na končno glasovanje.
Leta 2011 sta bili dve osebi usmrčeni pred 500 gledalci zaradi ravnanja s propagandnimi letaki, ki so prispeli čez mejo iz Južne Koreje, očitno kot del kampanje nekdanjega severnokorejskega diktatorja Kima Džong-ila za poostritev ideološkega nadzora, ko je imenoval svojega najmlajšega sina, Kima Džong-una, za morebitnega naslednika.
Junija 2019 je skupina za človekove pravice s sedežem v Seulu, Delovna skupina za prehodno pravosodje, trdila, da je identificirala najmanj 323 krajev v Severni Koreji, kjer so potekale javne usmrtitve. Skupina je dejala, da se najpogostejše obtožbe za usmrtitev gibljejo od "kraje bakra in živine" do "protidržavnih" dejavnosti in nezakonitega prehoda v LRK.

### Koncentracijska taborišča
Po mnenju mnogih organizacij so razmere v severnokorejskih koncentracijskih taboriščih nehigienske in življenjsko nevarne. Poleg tega so zaporniki izpostavljeni mučenju in drugemu nečloveškemu ravnanju s strani severnokorejskih oblasti. Pogosto se pojavljajo javne in tajne usmrtitve zapornikov, vključno z otroki, zlasti v primerih poskusov pobega. Stopnja umrljivosti v državi je zelo visoka, ker veliko zapornikov umre zaradi lakote, bolezni, delovnih nesreč in mučenja.
Severnokorejska vlada odločno zanika vse obtožbe o kršitvah človekovih pravic v taboriščih, češ da je to prepovedano s kazenskoprocesnim pravom, a nekdanji zaporniki so povedali, da so v taboriščih povsem drugačna pravila. Severnokorejska vlada ni zagotovila nobenih informacij o zapornikih ali zaporniških taboriščih ali celo dovolila dostopa nobeni organizaciji za človekove pravice.
Lee Soon-ok je predstavniškemu domu ZDA leta 2002 podrobno pričala o svojem stanju v zaporniškem sistemu Severne Koreje. V svoji izjavi je dejala: "Potrjujem vam, da je večina od 6000 zapornikov, ki so bili tam, ko sem bila zaprta leta 1987, umrla v težkih zaporniških razmerah." Mnogi drugi nekdanji zaporniki, kot je Kang Chol-hwan, so podrobno pričali o zločinih na področju človekovih pravic v severnokorejskih zaporniških taboriščih. 
Po pričevanju nekdanjega paznika Ahn Myong Chola iz taborišča 22 so stražarji usposobljeni za ravnanje s priporniki kot z zaporniki ali sužnji. Pripovedoval je o sestradanih otrocih v enem od taborišč, ki so se borili za koruzno zrno, pridobljeno iz kravjega gnoja.
Tipi severnokorejskih zaporniških taborišč se loči na velika taborišča za interniranje političnih zapornikov (Kwan-li-so v korejščini) in taborišča za prevzgojo (Kyo-hwa-so v korejščini).
Organizacija Human Rights Watch je 19. oktobra 2020 izdala 88-stransko poročilo: "Zlorabe in kršitve pravnega postopka v priporu pred sojenjem v Severni Koreji, ki podrobno opisuje mučenje, zlorabe in nehigienske razmere pripornikov v Severni Koreji, center za preiskovalni pripor. Poročilo, ki razkriva nepregleden kazenskopravni sistem, poudarja "samovoljni, nasilni, kruti in ponižujoči" preiskovalni sistem Severne Koreje."

## Število žrtev
Ocene, ki temeljijo na severnokorejskem popisu, kažejo, da je zaradi lakote v Severni Koreji umrlo od 240.000 do 420.000 ljudi in da je v celotnem obdobju 1993 do 2008 zaradi lakote umrlo med 600.000 in 850.000 ljudi. Lakota je bila opisana kot posledica gospodarske politike severnokorejske vlade ali kot namerni "teror stradanja". Soavtor Črne knjige komunizma Pierre Rigoulot ocenjuje 100.000 usmrtitev, 1,5 milijona smrtnih žrtev v koncentracijskih taboriščih in 500.000 smrtnih žrtev zaradi lakote, kar je skupaj 2,1 milijona žrtev (ne šteje 1,3 milijona korejskih vojakov in civilistov, ki so jih na obeh straneh ubili med korejsko vojno) v državi.  